# Dryobotodes pryeri
Dryobotodes pryeri là một loài bướm đêm trong họ Noctuidae.